# Symfonie nr. 7 (Hartmann)
Karl Amadeus Hartmann voltooide zijn Symfonie nr. 7 in 1958.
Hartmann probeerde in zijn zevende en op een na laatste symfonie een balans te vinden tussen emotie en componeermodellen. Het één mocht niet lijden onder het andere. Tijdens het componeerproces had hij zich verdiept in muziek van Johann Sebastian Bach, met name diens Die Kunst der Fuge, maar ook het werk van Jan Pieterszoon Sweelinck. Echter in plaats van dat te kopiëren combineerde hij het met expressionistische fragmenten. Hij rekte de tonaliteit verder op en paste hij hier en daar dodecafonie toe.
De omschrijving van de delen is juist weer klassiek:
1. Introduktion und ricercare
2. Adagio mesto – Finale: Scherzo virtuoso.

Het zou zijn meest persoonlijke symfonie zijn en extreem gelaagd.
De eerste uitvoering was weggelegd voor het Sinfonieorchester des Norddeutschen Rundfunks onder leiding van Hans Schmidt op 15 maart 1959 in Hamburg. Daarna zetten onder andere Georg Solti (1959), Bruno Maderna (1961), Wolfgang Sawallisch (1972) en Ingo Metzmacher (1996) het op de lessenaar. Jaap van Zweden zou op 12 januari 2013 het werk spelen met het Radio Filharmonisch Orkest in het Concertgebouw spelen in het kader van de NTR-matinee. Van Zweden kon echter niet komen vanwege logistieke problemen bij het Dallas Symphony Orchestra. De Finse dirigent Osmo Vänskä (toch vooral gespecialiseerd in werken van Jean Sibelius en Kalevi Aho) was ondanks dat hij het werk nog nooit gedirigeerd had, bereid voor hem in te vallen, maar kreeg een zwaar programma:
- Ricercare uit Der Kunst der Fuga van Bach in de bewerking van Anton Webern (leraar van Hartmann)
- Vioolconcert van Johannes Brahms
- Zevende symfonie van Hartmann door het orkest omschreven als “orgie van meerstemmigheid”[1]

Orkestratie:
- 3 dwarsfluiten (III ook piccolo), 3 hobo’s (III ook althobo), 3 klarinetten (III ook basklarinet), 3 fagotten (III ook contrafagot)
- 4 hoorns, 3 trompetten, 3 trombones, 1 tuba
- 2 paukenisten met zes pauken, 5 man/vrouw percussie, 2 harpen, celesta, (vierhandig) piano
- violen, altviolen, celli, contrabassen